# Polyclinum johnsoni
Polyclinum johnsoni är en sjöpungsart som beskrevs av Monniot 1989. Polyclinum johnsoni ingår i släktet Polyclinum och familjen klumpsjöpungar. Inga underarter finns listade i Catalogue of Life.